# Bộ Chính trị Ban Chấp hành Trung ương Đảng Cộng sản Liên Xô khóa XXIII (1966–1971)
Bộ Chính trị Ban Chấp hành Trung ương Đảng Cộng sản toàn Liên Xô khóa XXIII (1966-1971) được bầu tại Hội nghị Trung ương lần thứ nhất của Ban chấp hành Trung ương Đảng Cộng sản Liên Xô khóa XXIII được tổ chức ngày 8/4/1966.

## Ủy viên chính thức
| Hạng | Tên (sinh – mất)               | Bắt đầu  | Kết thúc | Thời gian     | Chức vụ                                                                                               |
| ---- | ------------------------------ | -------- | -------- | ------------- | --- |
| 1    | Leonid Brezhnev (1906–1982)    | 8/4/1966 | 9/4/1971 | 5 năm, 1 ngày | Tổng Bí thư Đảng Cộng sản Liên Xô (1966-1982)                                                         |
| 5    | Gennady Voronov (1910–1994)    | 8/4/1966 | 9/4/1971 | 5 năm, 1 ngày | Chủ tịch Hội đồng Bộ trưởng Nga Xô (1962-1971) Chủ tịch Ủy ban Kiểm soát Quốc gia Liên Xô (1971-1973) |
| 6    | Andrei Kirilenko (1906–1990)   | 8/4/1966 | 9/4/1971 | 5 năm, 1 ngày | Bí thư Trung ương Đảng (1966-1982)                                                                    |
| 2    | Alexei Kosygin (1904–1980)     | 8/4/1966 | 9/4/1971 | 5 năm, 1 ngày | Chủ tịch Hội đồng Bộ trưởng Liên Xô (1964-1980)                                                       |
| 8    | Kirill Mazurov (1914–1989)     | 8/4/1966 | 9/4/1971 | 5 năm, 1 ngày | Phó Chủ tịch thứ nhất Hội đồng Bộ trưởng Liên Xô (1965-1978)                                          |
| 11   | Arvīds Pelše (1899–1983)       | 8/4/1966 | 9/4/1971 | 5 năm, 1 ngày | Bí thư thứ nhất Đảng Cộng sản Latvia (1959-1966) Chủ tịch Ủy ban Kiểm tra Trung ương Đảng (1966-1983) |
| 3    | Nikolai Podgorny (1908–1983)   | 8/4/1966 | 9/4/1971 | 5 năm, 1 ngày | Chủ tịch Đoàn Chủ tịch Xô viết Tối cao (1965-1977)                                                    |
| 9    | Dmitry Polyansky (1917–2001)   | 8/4/1966 | 9/4/1971 | 5 năm, 1 ngày | Phó Chủ tịch thứ nhất Hội đồng Bộ trưởng Liên Xô (1965-1973)                                          |
| 4    | Mikhail Suslov (1902–1982)     | 8/4/1966 | 9/4/1971 | 5 năm, 1 ngày | Phó Chủ tịch Đoàn Chủ tịch Xô viết Tối cao (1967-1982) Bí thư Trung ương Đảng (1947-1982)             |
| 10   | Petro Shelest (1908–1996)      | 8/4/1966 | 9/4/1971 | 5 năm, 1 ngày | Bí thư thứ nhất Đảng Cộng sản Ukraina (1963-1972)                                                     |
| 7    | Alexander Shelepin (1918–1994) | 8/4/1966 | 9/4/1971 | 5 năm, 1 ngày | Bí thư Trung ương Đảng (1961-1967) Chủ tịch Hội đồng Công đoàn Liên Xô (1967-1975)                    |

## Ủy viên dự khuyết
| Hạng | Tên (sinh – mất)                   | Bắt đầu   | Kết thúc | Thời gian       | Chức vụ                                                                            |
| ---- | ---------------------------------- | --------- | -------- | --------------- | ---------------------------------------------------------------------------------- |
| 1/12 | Pyotr Demichev (1917–2000)         | 8/4/1966  | 9/4/1971 | 5 năm, 1 ngày   | Bí thư Trung ương Đảng (1961-1974)                                                 |
| 2/13 | Viktor Grishin (1914–1992)         | 8/4/1966  | 9/4/1971 | 5 năm, 1 ngày   | Chủ tịch Hội đồng Công đoàn Liên Xô (1956-1967) Bí thư Thành ủy Moscow (1967-1985) |
| 7/18 | Dinmukhamed Konayev (1912–1993)    | 8/4/1966  | 9/4/1971 | 5 năm, 1 ngày   | Bí thư thứ nhất Đảng Cộng sản Kazakhstan (1964-1988)                               |
| 8/19 | Pyotr Masherov (1918–1980)         | 8/4/1966  | 9/4/1971 | 5 năm, 1 ngày   | Bí thư thứ nhất Đảng Cộng sản Belarus (1965-1980)                                  |
| 3/14 | Vasil Mzhavanadze (1902–1988)      | 8/4/1966  | 9/4/1971 | 5 năm, 1 ngày   | Bí thư thứ nhất Đảng Cộng sản Gruzia (1953-1972)                                   |
| 4/15 | Sharof Rashidov (1917–1983)        | 8/4/1966  | 9/4/1971 | 5 năm, 1 ngày   | Bí thư thứ nhất Đảng Cộng sản Uzbekistan (1959-1983)                               |
| 5/16 | Dmitriy Ustinov (1908–1984)        | 8/4/1966  | 9/4/1971 | 5 năm, 1 ngày   | Bí thư Trung ương Đảng (1965-1976)                                                 |
| 6/17 | Volodymyr Shcherbytsky (1918–1990) | 8/4/1966  | 9/4/1971 | 5 năm, 1 ngày   | Chủ tịch Hội đồng Bộ trưởng Ukraina Xô (1965-1972)                                 |
| 9/20 | Yuri Andropov (1914–1984)          | 21/6/1969 | 9/4/1971 | 1 năm, 292 ngày | Chủ tịch KGB (1967-1982)                                                           |